# Yun Dae-nyong
Yun Dae-nyong (* 1. Mai 1962 in Yesan in der Provinz Süd-Ch'ungch'ŏng) ist ein südkoreanischer Schriftsteller.

## Leben
Yun Dae-nyong wurde 1962 in Yesan geboren. Er war der einzige Sohn und hatte drei Schwestern. Er lebte zunächst bei seinen Großeltern und kam 1970 zu seinen Eltern, die in Onyang einen neuen Hausstand gegründet hatten. Bis er die Grundschule abschloss, hatte er mehrfach die Schule gewechselt, da sein Vater ständig umherzog. Seine Kindheit verbrachte er in Armut. Bereits im frühen Alter begann er viel zu lesen. Nach dem Abschluss seines Französisch-Studiums arbeitete er in verschiedenen Verlagen und im Pressebüro eines Unternehmens. Wenn er nicht gerade Bücher plante oder korrigierte, schrieb er in seiner Freizeit Erzählungen. 1994 erschien sein Roman Ayu-Angeln Kommunikation, in einer Zeit, da Ideologien und Totalitarismus in Korea der Vergangenheit angehörten und stattdessen das Dasein und das Individuum als Themen der koreanischen Literatur in den Mittelpunkt gerückt waren. Dieser Roman machte ihn zur Ikone der koreanischen Literatur der 90er Jahre.

## Arbeiten

### Koreanisch

#### Erzählungen
- 은어낚시통신 (Ayu-Angeln Kommunikation) Seoul: Munhakdongne 1994
- 옛날 영화를 보러 갔다 (Ich ging, um alte Filme zu sehen) Seoul: Chungang M&B 1995
- 남쪽 계단을 보라 (Sieh die Treppe im Westen) Seoul: Segyesa 1995
- 지나가는 자의 초상 (Porträt der Vorbeigehenden) Seoul: Chungang M&B 1996
- 흘러갔다 (Viele Sterne sind an einen Ort gezogen) Seoul: Saenggak-ui namu 1999
- 피아노와 백합의 사막 (Das Piano und die Lilienwüste) Seoul: Pŏm 2002
- 누가 걸어간다 (Jemand geht zu Fuß) Seoul: Munhakdongne 2004[3]

#### Romane
- 달의 지평선 (Der Horizont des Mondes) Seoul: Haenam 1998
- 코카콜라 애인 (Coca Cola Geliebte) Seoul: Segyesa 1999
- 사슴벌레여자  (Die Hirschkäferfrau) Seoul: Irŭm 2001
- 미란  (Miran) Seoul: Munhak-kwa chisŏngsa 2001
- 눈의 여행자  (Der Schneereisende) Seoul: Chungang M&B 2003
- 장미 창  (Das Rosenfenster) Seoul: Chakka chŏngsin 2003

### Übersetzungen

#### Englisch
- Between Heaven and Earth Seoul: Jimoondang Publishing Company 2002

#### Französisch
- Voleur d’oeufs Paris: L’Harmattan 2004

## Auszeichnungen
- 2007 – 01. Kim Yu-jŏng Literaturpreis
- 2003 – 04. Lee Hyo-sŏk Literaturpreis
- 1998 – 43. Preis für zeitgenössische Literatur
- 1996 – 20. Yi-Sang-Literaturpreis
- 1994 – Preis für junge Künstler von heute
- 1990 – Preis für Nachwuchsautoren der Zeitschrift Literatur und Gedanken